# Berthold Hinz
Berthold Hinz (* 6. Juli 1941 in Königsberg in Ostpreußen) ist ein deutscher Kunsthistoriker.

## Leben
Nach der Flucht aus Ostpreußen im Jahre 1945 besuchte Hinz die Volksschule in Lübeck. Sein Gymnasium war das Schalker Gymnasium in Gelsenkirchen, wo er 1961 das Abitur ablegte. Nach dem Dienst bei der Bundeswehr studierte er in Kiel, Mainz, Bonn und Münster Kunstgeschichte, Geschichte und Philosophie. 1969 promovierte er in Münster mit der Arbeit Das Ehepaarbildnis – seine Geschichte vom 15. bis 17. Jahrhundert. Er habilitierte an der Universität Hamburg.
Hinz begann seine wissenschaftliche Tätigkeit 1970 in Berlin bei den Staatlichen Museen (Preußischer Kulturbesitz), danach war er Wissenschaftlicher Tutor an der Freien Universität im damaligen West-Berlin. Das Kunsthistorische Institut der Universität Frankfurt am Main beschäftigte ihn zuerst als Wissenschaftlichen Assistenten und danach als Hochschuldozenten in der Zeit von 1971 bis 1974.
Ende 1974 wurde Hinz Professor für Kunstwissenschaft an der Pädagogischen Hochschule in West-Berlin und ab 1980 an der Hochschule der Künste Berlin. Ende 1989 wurde Hinz Professor für Allgemeine Kunstgeschichte an der Kunsthochschule Kassel/Universität Kassel.

## Veröffentlichungen (Auswahl)
- 1969: Dissertation an der Universität Münster: Das Ehepaarbildnis: Seine Geschichte vom 15. bis 17. Jahrhundert.
- 1971: Ausstellungskatalog: Dürers Gloria: Kunst, Kult, Konsum, Ausstellung der Kunstbibliothek, Staatliche Museen Preußischer Kulturbesitz, Berlin.
- 1972: Mitautor: Autonomie der Kunst: Zur Genese und Kritik einer bürgerlichen Kategorie, Suhrkamp, Frankfurt am Main, 2. Auflage 1974.
- 1973: Mitherausgeber: Kunstwissenschaftliche Forschungen des Ulmer Vereins, 1973 bis 1982.
- 1974: Die Malerei des deutschen Faschismus: Kunst und Konterrevolution, Erstausgabe 1974 danach u. a. Heyne, München 1984 ISBN 3-453-01906-7.
- 1976: Mitverfasser: Bürgerliche Revolution und Romantik: Natur und Gesellschaft bei Caspar David Friedrich, Anabas-Verlag, Gießen ISBN 3-87038-041-1.
- 1980: Ausstellungskatalog: William Hogarth. 1697–1764. Neue Gesellschaft für Bildende Kunst, Berlin 1980.
- 1993: Lucas Cranach der Ältere, Rowohlt Taschenbücher, Reinbek bei Hamburg 1993 ISBN 3-49950457X.
- 1998: Aphrodite. Geschichte einer abendländischen Passion, Carl Hanser, Hamburg 1998 ISBN 3-446-19307-3.
- 2002: als Hrsg. mit Andreas Tacke: Architekturführer Kassel/Architectural Guide, Dietrich Reimer Verlag, Berlin 2002, ISBN 3-496-01249-8.
- mit Bodo Brinkmann: Hexenlust und Sündenfall. Die seltsamen Phantasien des Hans Baldung Grien. Ausstellungskatalog. Städel, Frankfurt am Main 2007, ISBN 978-3-86568-225-3.
- 2008: Anatomie eines Zweikampfes. Hans Baldung Grien, Herkules und Antäus, Deutscher Kunstverlag, München/Berlin 2008 ISBN 978-3-422-02066-5.

## Bibliografie
- Sabine Naumer: Bibliographie zum 60. Geburtstag, Opel Verlag, Kassel 2001